# Belvedere (Belo Horizonte)
Belvedere é um bairro de Belo Horizonte, de classe alta, que cresceu em torno do BH Shopping. Consoante recente pesquisa realizada pelo IBGE, é o bairro mais rico de Belo Horizonte, com a maior renda mensal média entre os moradores. É o bairro mais alto da cidade, variando de 1.100 a 1.270 metros de altitude e possui um clima bem mais ameno que o do centro da cidade, situado a 850m de altitude. Exatamente como o vizinho bairro Mangabeiras, possui uma espetacular vista da cidade. Limita-se, também, com os bairros Vale do Sereno e Vila da Serra, já no município de Nova Lima. Divide-se em Belvedere I, II e III. As duas primeiras etapas tiveram como Urbanista o arquiteto Ney Werneck, e compreende uma ampla área de ocupação horizontal, com edificações baixas. A terceira etapa se caracteriza por intensa verticalização, com grandes torres próximas à área conhecida como Lagoa Seca.
Ruas largas, jardins, urbanismo impecável, todas as ruas com calçadas portuguesas, vista para a cidade, clima de montanha, um comércio forte concentrado na Rua Luiz Paulo Franco, inúmeros bancos, galerias, clínicas, supermercados, restaurantes, ao lado de dois hospitais (no Vila da Serra), dão ao bairro uma completa infraestrutura, fatores que atraem investidores. Trata-se do bairro com maior renda média mensal da cidade.

## Origem
A origem do bairro Belvedere se remonta ao antigo Curral Del Rey. Na década de 1850, todos os moradores do antigo arraial foram obrigados por força de lei do Império, a declarar suas terras bem como suas divisas ao pároco da paróquia Nossa Senhora da Boa Viagem. Entre aqueles moradores, o Sr. João da Costa Torres, proprietário da Fazenda do Capão Pequeno (advinda do Capão Grande), declarou suas terras, medindo 40 alqueires, que incluía a Lagoa Seca. Tal declaração, encontra-se registrada no livro paroquial 67, arquivado no Arquivo Público Mineiro. No ano de 1868, outro abastado fazendeiro do Curral Del Rey, Ilídio Ferreira da Luz, comprou as terras da Fazenda do Capão Pequeno dos herdeiros de João da Costa Torres, passando assim a lhe pertencer as Fazendas do Capão, Capão Pequeno e Engenho Nogueira. A Fazenda do Capão foi desapropriada pelo Estado de Minas Gerais em 1894 para a construção da Nova Capital (Belo Horizonte) e por ocasião da morte de Ilídio, no ano de 1897, a metade das terras da Fazenda do Capão Pequeno, ou seja, 20 alqueires, incluindo-se a Lagoa Seca, foi adjudicada pela justiça ao seu filho Jacinto Ferreira da Luz. Com o falecimento de Jacinto no fim da década de 1950, essas terras passaram a pertencer ao Espólio de Jacinto Ferreira da Luz. Por fim, aquelas terras da Fazenda do Capão Pequeno que passaram às mãos do Espólio de Jacinto Ferreira da Luz, dariam origem ao Bairro Belvedere II e III. Nota: A Fazenda do Capão Grande, deu origem às Fazendas do Capão (bairros São Bento e Santa Lúcia nos dias de hoje) e Capão Pequeno (bairro Belvedere nos dias de hoje) no início do século 19. Pertenceram a Ilídio Ferreira da Luz, apenas as Fazendas do Capão e Capão Pequeno que abrangia a Lagoa Seca.

## Principais pontos comerciais e financeiros

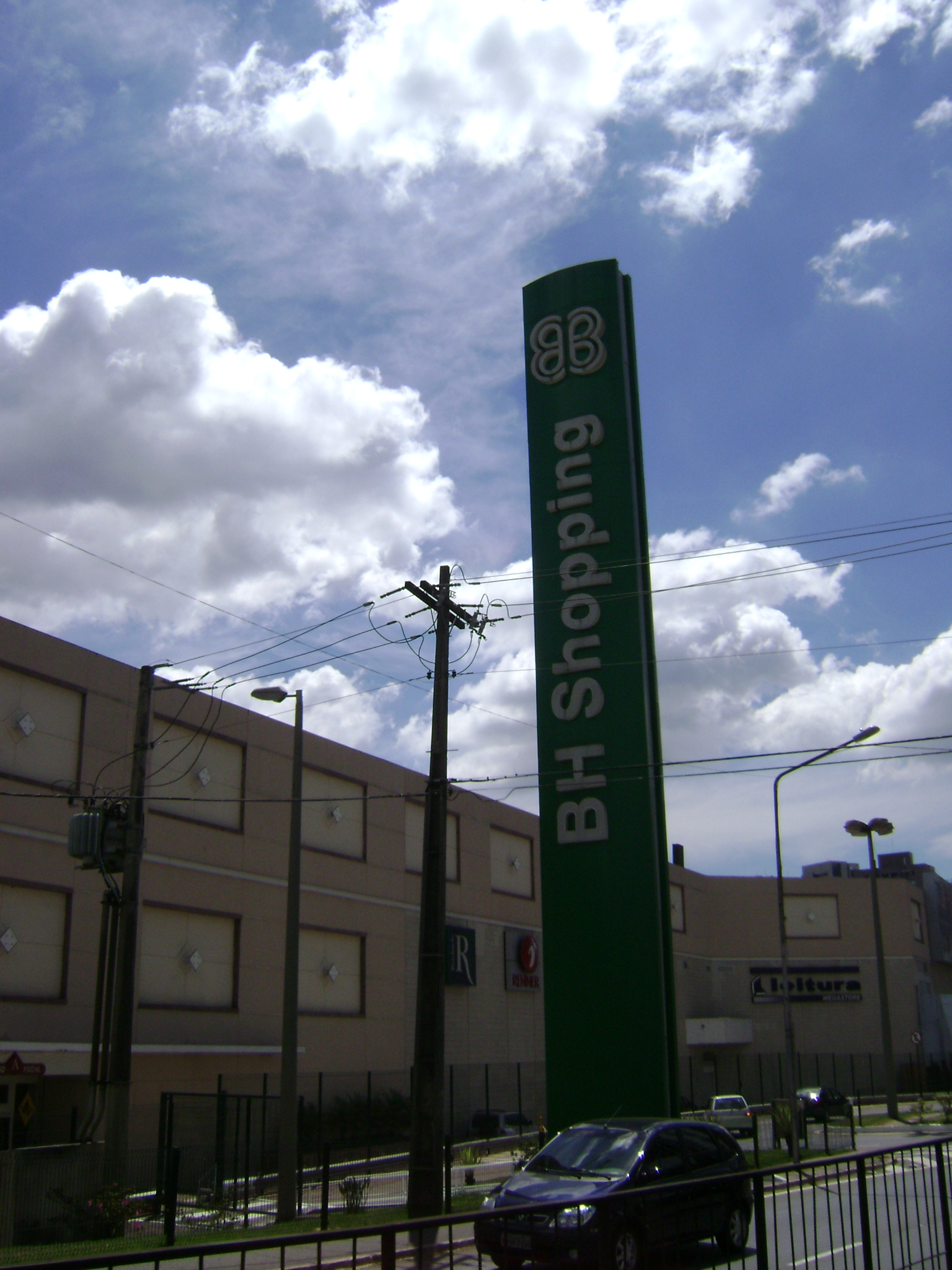
BH Shopping, um dos pontos comerciais do bairro.

No Belvedere estão alguns shopping centers de Belo Horizonte, como o BH Shopping, que é o shopping center mais antigo em operação na cidade, situado próximo à saída rodoviária para Nova Lima, Ouro Preto e Rio de Janeiro; Belvedere Mall, situado na Avenida Luís Paulo Franco, em frente ao BH Shopping; e o BH2 Mall, situado em frente à Praça Lagoa Seca.

## Lagoa Seca
O bairro Belvedere III abriga a Praça Lagoa Seca, que é muito utilizada pelos moradores do bairro para a prática de esportes.
De acordo com o mapa intitulado "O Município de Belo Horizonte", elaborado segundo a Lei Estadual número 843 de 7 de setembro de 1923 e publicado pela Fundação João Pinheiro no Livro "Panorama de Belo Horizonte - Atlas Histórico", havia em Belo Horizonte duas Lagoas Secas, uma onde hoje se situa o bairro Belvedere III e outra onde hoje se situa o Aeroporto Carlos Prates.
A historiadora Ismália Moura Neves, também aponta no livro "Belo Horizonte - Memória Histórica e Descritiva - História Antiga" de Abílio Barreto, às páginas 169, a existência de duas Lagoas Secas em Belo Horizonte. Uma conhecida como "Lugar" (Belvedere III) e outra conhecida como "povoado" (Aeroporto Carlos Prates). No livro, a historiadora afirma: "Ao que tudo indica, havia uma Lagoa Seca na Zona Sul e outra na região do Cercado". 
A primeira referência pública do lugar denominado Lagoa Seca (Bairro Belvedere III), encontra-se na declaração de terras de João da Costa Torres em 25 de fevereiro de 1856, constante no livro paroquial número 67, arquivado no Arquivo Público Mineiro, que incluía essa Lagoa Seca dentro de sua propriedade denominada Capão Pequeno. Em 23 de abril de 1868, essa propriedade foi adquirida por Ilídio Ferreira da Luz através de escritura pública, traslado número 2, livro 4, do cartório de notas do Distrito do Curral Del Rey. E em 15 de abril de 1943, a Lagoa Seca (bairro Belvedere III), foi adjudicada pela justiça a Jacinto Ferreira da Luz, filho de Ilídio Ferreira da Luz.

## Principais vias
Os principais acessos ao bairro são a Avenida Nossa Senhora do Carmo de Belo Horizonte, Avenida Raja Gabaglia e o Anel Rodoviário.